# Ateliotum hungaricellum
Ateliotum hungaricellum är en fjärilsart som beskrevs av Philipp Christoph Zeller 1839. Ateliotum hungaricellum ingår i släktet Ateliotum och familjen äkta malar. Inga underarter finns listade i Catalogue of Life.